# Ірраціональна людина
«Ірраціональна людина» (англ. Irrational Man) — американський детективний фільм-драма 2015 року режисера Вуді Аллена на основі власного сценарію. Світова прем'єра фільму відбулася 16 травня 2015 року на Каннському кінофестивалі 2015 року.

## Сюжет
До невеликого університетського містечка в американському штаті Род-Айленд приїжджає читати лекції професор філософії Ейб Лукас (Хоакін Фенікс). Він розчарований життям, перебуває в стані екзистенційної кризи й філософію називає «вербальною мастурбацією». Проте в середовищі коледжу професор є знаменитістю, і в Ейба поступово починають зав'язуватися стосунки зі студенткою Джилл Поллард (Емма Стоун), попри те, що вона має хлопця Роя (Джемі Блеклі). Одночасно Ейб Лукас нав'язує відносини з одруженою колегою — викладачкою хімії Ритою Річардс (Паркер Повзі), яка мріє покинути чоловіка, але боїться самотності, тому намовляє професора кинути все і виїхати з нею до Європи. Та несподівано любовна історія перетворюється на кримінальну...

## Ролі виконують
- Хоакін Фенікс — Ейб Лукас
- Емма Стоун — Джилл Поллард
- Паркер Повзі — Рита Річардс
- Джемі Блеклі[en] — Рой

## Навколо фільму
- Один із небагатьох фільмів Вуді Аллена, у яких розповідається про вбивство.
- Фільм частково є сучасним переказом роману Федора Достоєвського «Злочин і кара» 1866 року, з якого Вуді Аллен запозичив теми до своїх чотирьох фільмів: «Злочини та проступки»[en] (1990), «Матч-пойнт» (2005), «Мрія Касандри» (2007) та «Ірраціональна людина» (2015). Раскольников — студент університету пригноблений тим, що він не може змінити світ, як Наполеон Бонапарт, вирішує вбити стару лихва́рку, щоб довести, що він морально вищий від інших людей і смерть старої зробить світ кращим.